# یونتیریاک
یونتیریاک (انگلیسی: Yuntiryak) یک شهرک در شهرستان دیورتیورلینسکی در استان باشقیرستان کشور روسیه است.